# Marcomer
Marcomer (Marcomeres, Marcomir, Marchomir) was een Frankische hoofdman (hertog, dux) in de vierde eeuw. Hij leidde de Amsivariërs en de Chatten tijdens een inval in het Romeinse Rijk. Hij was getrouwd met Frotmund en waarschijnlijk de vader van Pharamond, waarvan de eenmalige vermelding dat deze als vader van Clodio de stamvader van de Merovingers zou zijn, gewoonlijk met een flinke korrel zout wordt genomen.

## Geschiedenis
Samen met Sunno, een andere Frankische leider, viel Marcomer in 388 Romeins gebied binnen, zij bedreigden Colonia Claudia Ara Agrippinensium, het huidige Keulen. De Romeinen wisten een groot deel van het Frankische leger te vernietigen in het Kolenwoud in Oost-België. Marcomer ontsnapte echter. Arbogast, de Romeinse opperbevelhebber, die zelf van Frankische afkomst was, voerde onderhandelingen met Marcomer, maar toen deze tot niets leidden trok het Romeinse leger de Rijn over en verwoestte het gebied van de Bructeren en de Chamaven. Hierna sloten de Franken vrede met de Romeinen.
Rond 395 schond Marcomer het verdrag met de Romeinen. Ditmaal werd hij gevangengenomen en na een proces te Milaan verbannen naar Etrurië.